# Haaklat

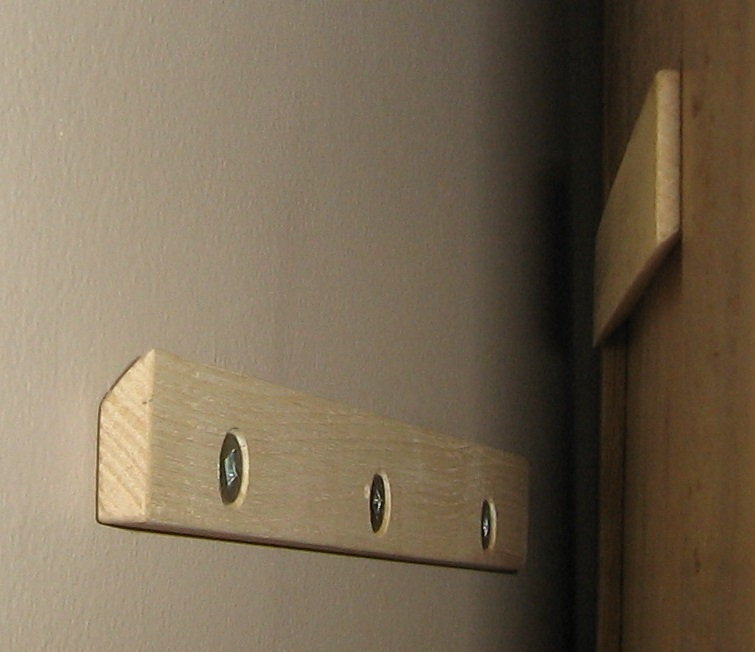
Links een aan de muur bevestigde haaklat, rechts het object dat daaraan wordt opgehangen

Een haaklat wordt gebruikt om objecten aan een wand te bevestigen. Bij deze constructie wordt aan de wand een lat gemonteerd waarvan de bovenzijde onder een hoek afloopt richting de muur. Het object dat aan de muur wordt bevestigd wordt voorzien van een lat of uitsparing die precies past op de aan de wand gemonteerde lat. Haaklatten kunnen van hout of aluminium zijn.
Als hoek van de schuine zijde wordt veelal 30 à 45 graden gekozen.
De haaklat wordt ook soms een keeplat genoemd, hoewel daarmee doorgaans een lat met meerdere inkepingen wordt bedoeld.
De haaklat is ook wel bekend onder zijn Engelse benaming french cleat.